# Gidappa!
Gidappa! var en svensk musiktidning som utkom med 24 nummer mellan åren 1997 och 2003. 
Tidningen grundades av Tony Ernst och Oskar Ponnert och skrev på djupet och bredden om allt som de två redaktörerna tyckte föll in under begreppet "svart musik", soul, blues, jazz, hiphop och reggae.  Gidappa! blev under några år den svenska hiphopscenens viktigaste bevakare. Man gav sig tidigt i kast med att recensera allt som släpptes i genren. 2001 gjorde man (tillsammans med skivbolaget Playground) samlings-cd:n Ordkrig!, där bland annat Advance Patrol och Ison & Fille debuterade. Efter tidningens nedläggning gjordes en fotoutställning och en fotobok - Shoot! - med bilder ur Gidappa!s arkiv.